# Синджон (правитель Корё)
Синджон (кор. 신종, 神宗, Sinjong) — 20-й правитель корейского государства Корё, правивший в 1197—1204 годах. Имя — Тхак (кор. 탁, 晫, Tak). Второе имя — Чихва.
Посмертный титул — Кён-гон Чонхё-тэван.